# M43 (Ungern)

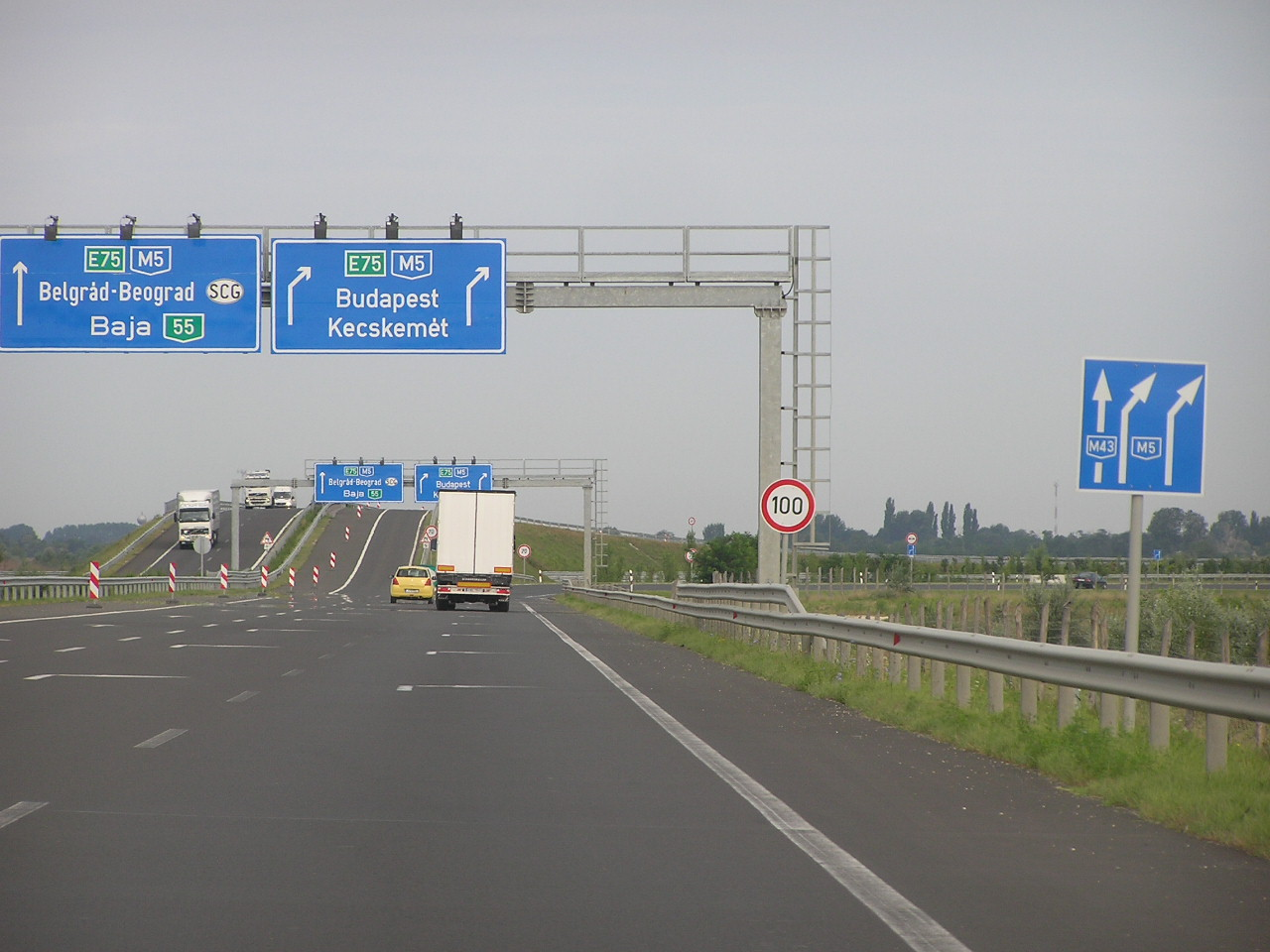
Slutpunkten på M43.

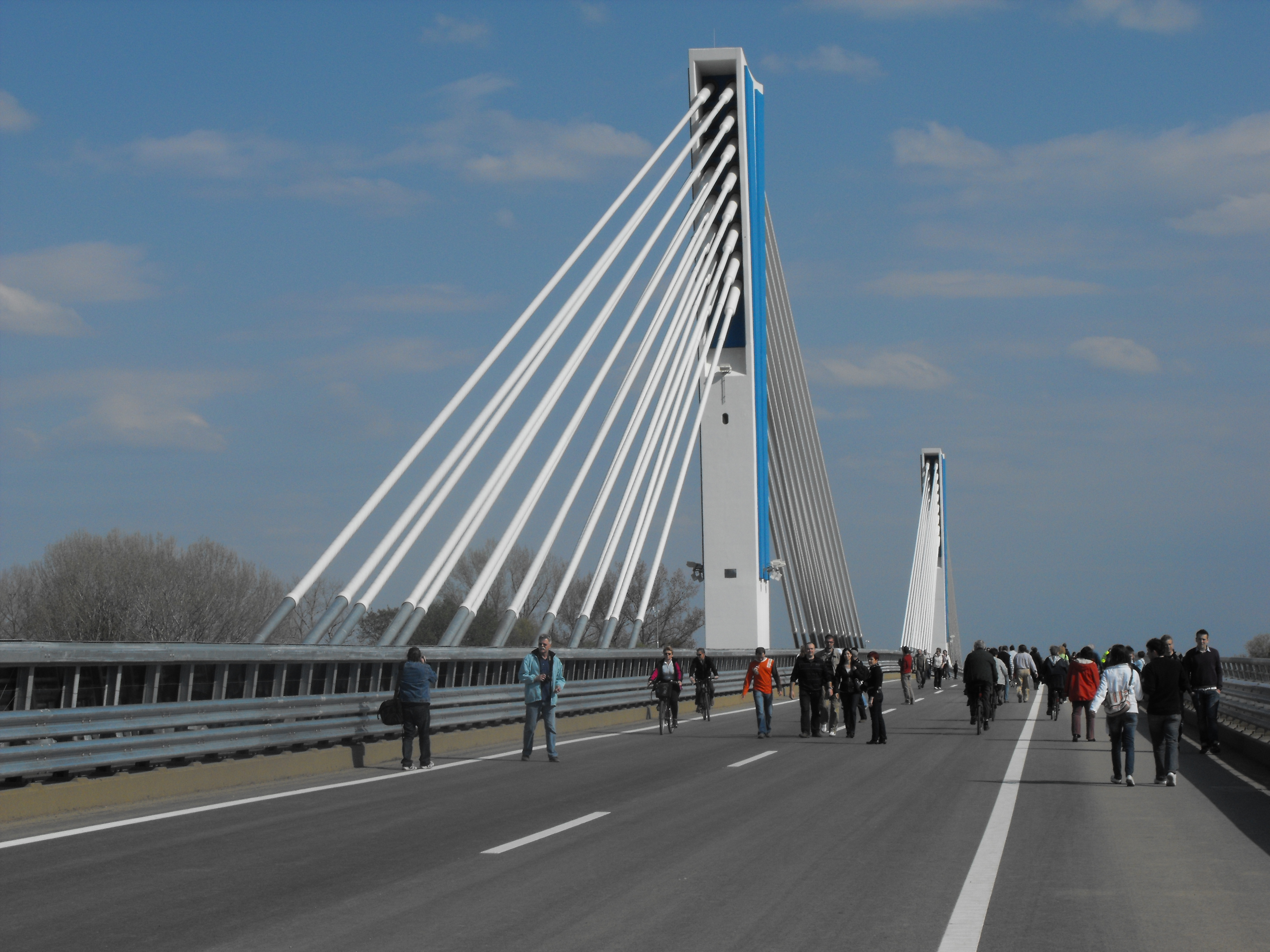
Móra Ferenc híd.

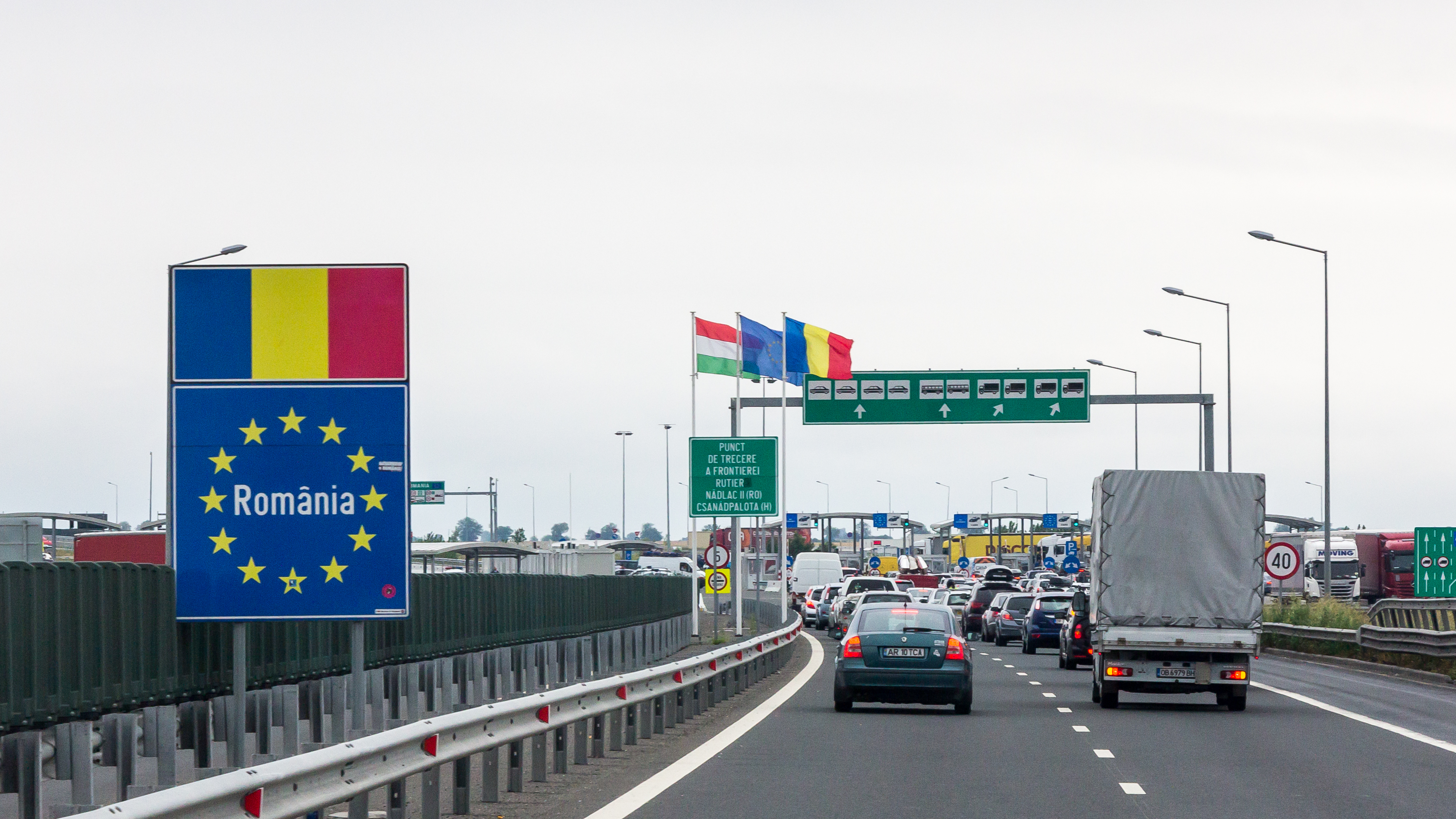
Gräns vid Csanádpalota.

M43 är en motorväg i Ungern som går mellan Szeged där den ansluter till motorvägen M5 och gränsen till Rumänien via Makó. Den fortsätter sedan över gränsen som den rumänska motorvägen A1. Detta är den viktigaste förbindelsen mellan Budapest och Bukarest.

## Europavägsavsnitt
Motorvägen är europaväg längs hela sträckan, 
- E 68 Motorvägskorsning M5 - Rumänien.

## Trafikplatser
|                | Km   | Skyltning                                                        |
| -------------- | ---- | ---------------------------------------------------------------- |
| Trafikplats    | 0    | Budapest, Kecskemét / Belgrad (SRB), Röszke                      |
| Trafikplats    | 4    | Kistelek / Szeged Rókus                                          |
| Rastplats      | 5    | Szegedi pihenőhely                                               |
| Trafikplats    | 8    | Szeged észak / Sándorfalva                                       |
| Trafikplats    | 11   | Hódmezővásárhely / Szeged Felsőváros                             |
| Bro            | 16   | Móra Ferenc híd (över Tisza, 661 m)                              |
| Trafikplats    | 19   | Rákóczi telep                                                    |
| Trafikplats    | 24   | Maroslele                                                        |
| Rastplats      | 31   | Kéthalmi pihenőhely                                              |
| Trafikplats    | 35   | Makó / Hódmezővásárhely, Földeák                                 |
| Trafikplats    | 47   | Apátfalva / Kövegy / Királyhegyes                                |
| Rastplats      | 49   | Kövegyi Szent Gellért pihenőhely                                 |
| Trafikplats    | 55   | Nagylak / Tótkomlós, Csanádpalota                                |
| Rastplats      | 57   | Krak-éri pihenőhely                                              |
| Gränsövrergång | 57.7 | Gränsövrergång Csanádpalota (H) – Nădlac II (RO) → Rumänien Arad |